# Cichladusa
Cichladusa – rodzaj ptaków z rodziny muchołówkowatych (Muscicapidae).

## Zasięg występowania
Rodzaj obejmuje gatunki występujące w Afryce Subsaharyjskiej.

## Morfologia
Długość ciała 16–18 cm, masa ciała 17–38 g.

## Systematyka

### Etymologia
Greckie κιχλη kikhlē – „drozd”; αδουσα adousa – „śpiewak” < αειδω aeidō – „śpiewać”.

### Podział systematyczny
Do rodzaju należą następujące gatunki:
- Cichladusa arquata W. Peters, 1863 – palmodrozd tarczowy
- Cichladusa ruficauda (Hartlaub, 1857) – palmodrozd żółtogardły
- Cichladusa guttata (von Heuglin, 1862) – palmodrozd plamisty